# نور سی سولان
نور سی‌سولان (به ارمنی: Նոր Սեյսուլան) (به لاتین: Yeni Qaralar) یک منطقهٔ مسکونی در جمهوری آرتساخ است که در استان مارتاکرت واقع شده‌است.